# Acaena elongata
Acaena elongata là loài thực vật có hoa trong họ Hoa hồng. Loài này được L. mô tả khoa học đầu tiên năm 1771.